# Moluchia brasiliensis
Moluchia brasiliensis är en kackerlacksart som beskrevs av Karlis Princis 1965. Moluchia brasiliensis ingår i släktet Moluchia och familjen småkackerlackor. Inga underarter finns listade i Catalogue of Life.